# Kreacjonizm młodej Ziemi
Kreacjonizm młodej Ziemi – pseudonauka, forma kreacjonizmu uznająca, że Bóg w krótkim czasie (np. tygodnia) działając bezpośrednio doprowadził do zaistnienia wszystkiego co istnieje. Nowe rodzaje stworzeń (baraminy) powstały nie jako modyfikacje już wcześniej istniejących, ale były specjalnie stworzone przez Boga. Każdy rodzaj stworzenia jest całkowicie odrębny od innych.
Ta forma kreacjonizmu jest uznawana za najbardziej zgodną z dosłownym odczytaniem biblijnego opisu stworzenia, ale najbardziej sprzeczną z ewolucjonizmem. Kreacjoniści młodej Ziemi najczęściej uznają, że wszystko zostało stworzone około 6 do 10 tysięcy lat temu, może nieco wcześniej. Kreacjonizm jest ściśle powiązany z ruchem inteligentnego projektu .
Do ważniejszych organizacji kreacjonizmu młodej Ziemi należą: Creation Ministries International, Answers in Genesis i Institute for Creation Research .

## Historia i rozwój

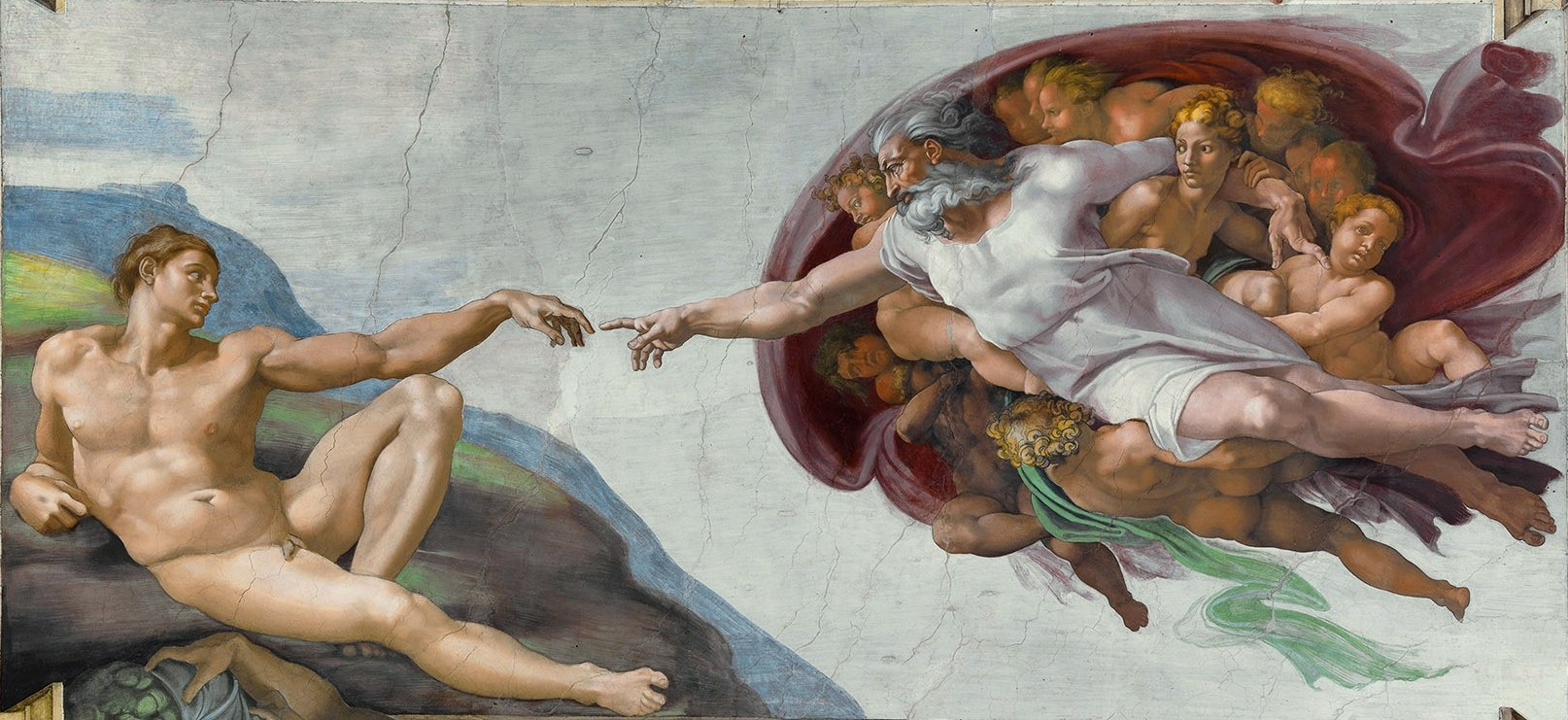
Kreacjonizm młodej Ziemi odwołuje się do biblijnego opisu stworzenia świata i człowieka, powyżej przedstawionego na fresku Michała Anioła

W przeszłości naukowcy, tacy jak Kepler i Newton, obliczali wiek świata na podstawie Biblii. Podobne zadanie stawiali sobie liczni teologowie, zwłaszcza protestanccy. Jednym z najbardziej wpływowych okazał się anglikański biskup James Ussher (1581–1656), według którego Ziemia została stworzona 22 października 4004 r. p.n.e., w sobotę, o szóstej wieczorem. Również w pierwszym wydaniu Encyklopedii Britannica z 1771 roku można było przeczytać, że świat został stworzony w roku zero, czyli 4007 lat p.n.e.
Posługiwanie się Biblią w celu ustalenia wieku wszechświata we wczesnej nowożytności (XVI–XIX w.) było powszechną praktyką, nie tylko wśród teologów, ale i przyrodników. W 1830 r. William Hales opublikował dzieło, w którym zamieścił listę stu dwudziestu autorytetów nauki i teologii wraz z ich szacunkami wieku Wszechświata. Wyniki ich obliczeń wahały się między 6984 a 3616 lat przed Chrystusem.
Jednak rozwój metody naukowej zapoczątkowany w XVI wieku oraz ekspansja wiedzy przyrodniczej przyczyniły się do coraz większego zainteresowania historią naturalną. Poczynając od szkockiego geologa Jamesa Huttona (1726–1797), w przyrodoznawstwie zaczęto proponować datowanie Ziemi w oparciu nie o Pismo Święte, lecz o obserwację przyrody – najpierw osadów morskich (jak w przypadku Huttona), w późniejszych wiekach warstw kopalnych, a w końcu kosmicznego promieniowania tła i rozpadu pierwiastków promieniotwórczych.
Na początku XIX wieku geolodzy ustalili, że Ziemia jest znacznie starsza niż dotąd uważano, a globalny potop był nie do utrzymania na podstawie danych osadowych. Konkluzjom tym sprzeciwiało się przez pewien czas kilku „geologów biblijnych”, ale nawet ta opozycja wymarła w kręgach edukacyjnych, zarówno świeckich, jak i religijnych, zanim Charles Darwin opublikował O powstawaniu gatunków w 1859 roku .
Konserwatywny teologiczny sprzeciw wobec ewolucji był widoczny pod koniec XIX wieku (np. w 1874 roku kalwiński teolog Charles Hodge na pytanie „czym jest darwinizm?” odpowiedział: „to ateizm”). Chociaż konserwatywni protestanci ewangelikalni często wskazywali na dyskomfort z powodu ewolucji, sprzeciw ten nie był zorganizowany ani szczególnie głośny. Ewolucja stała się dominującym zagadnieniem dopiero na przełomie pierwszego i drugiego dziesięciolecia XX wieku. Spory denominacyjne między modernistycznymi a fundamentalistycznymi poglądami na Biblię połączyły się z większymi podziałami kulturowymi, takimi jak spór o amerykańską interwencję w I wojnie światowej .
W latach dwudziestych XX wieku teoria ewolucji stanowiła od dawna podstawę w naukach biologicznych i dlatego została włączona do podręczników biologii. Widząc, że wpływy, które w ich ocenie zepsuły Niemcy i środowisko akademickie, były teraz przenoszone do amerykańskich miast i rodzin poprzez edukację dzieci, fundamentaliści uznali to za „kroplę, która przepełniła kielich”. W tym czasie William Bryan rozpoczął ogólnokrajową krucjatę, aby zakazać nauczania ewolucji w szkołach średnich, i odniósł sukces w kilku stanach, w tym w Tennessee. W 1925 roku doszło do „procesu stulecia”, gdy nauczyciel z Tennessee John T. Scopes zbuntował się wobec Ustawy Butlera. Uznaje się, że po przegranym procesie biblijny fundamentalizm upadł na długo, przynajmniej w sferze publicznej .
W XX wieku centrum światowego kreacjonizmu były Stany Zjednoczone. Od drugiej połowy XX wieku kreacjonizm młodej Ziemi stał się dominującym stanowiskiem w kręgach tradycyjnych kreacjonistów. Od tamtej pory – wraz z wpływem kultury amerykańskiej – ruchy kreacjonistyczne rozprzestrzeniły się na całym świecie. Zorganizowane ruchy kreacjonistyczne są przede wszystkim wytworem protestanckiego fundamentalizmu biblijnego i jako takie pojawią się wszędzie tam, gdzie ten styl fundamentalizmu staje się popularny. Przykładami są: Brazylia, Korea Południowa czy Europa Wschodnia . Co więcej, ich idee przekraczają nie tylko granice geograficzne, lecz również wyznaniowe, znajdując oddźwięk wśród muzułmanów, katolików, prawosławnych oraz zielonoświątkowców. W XXI wieku jedynymi wyjątkami są kraje muzułmańskie, które wykształciły własną formę islamskiego fundamentalistycznego sprzeciwu wobec ewolucji, chociaż duża grupa turecka skopiowała znaczną część swoich materiałów od amerykańskich kreacjonistów .
W latach 80. XX wieku nauczanie kreacjonizmu pojawiło się w tureckich szkołach. Liderem ruchu kreacjonistycznego w Turcji stał się Adnan Oktar. Kreacjonizm zdobył także znaczne poparcie w niemieckojęzycznych krajach Europy. W październiku 2006 ówczesna minister edukacji w Hesji, Karin Wolff, wyraziła pogląd, że „teoria stworzenia powinna być nauczana na lekcjach biologii jako teoria, podobnie jak teoria ewolucji”. Także na rosyjskim rynku wydawniczym funkcjonują podręczniki biologii propagujące kreacjonizm.

## Poglądy i krytyka

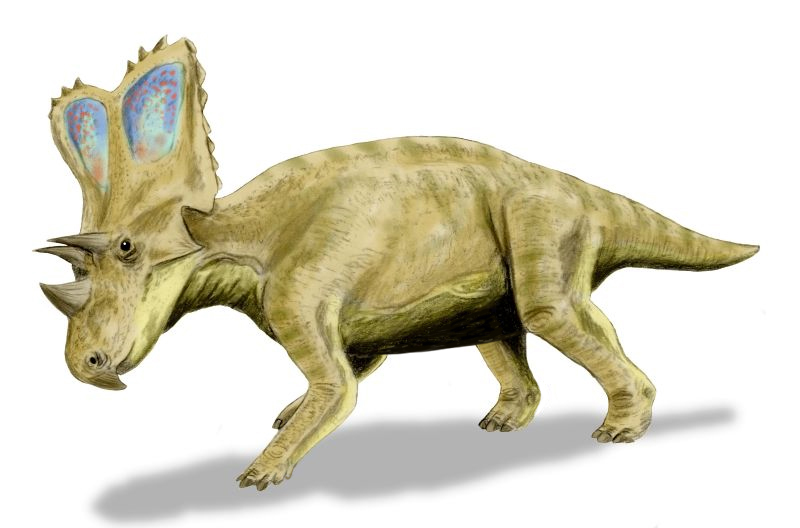
Kreacjoniści młodej Ziemi uważają ludzkie podania o smokach, za dowód, że ludzkość musiała żyć w czasach nieptasich dinozaurów (na ilustracji chasmozaur)

Kreacjoniści młodej Ziemi odrzucają teorię ewolucji (makroewolucji biologicznej) jako możliwe wyjaśnienie powstania gatunków – z dwóch powodów. Po pierwsze wskazują, że kilka tysięcy lat to o wiele za krótko, by jakiekolwiek znaczące wydarzenia ewolucyjne mogły nastąpić. Według kreacjonistów młodoziemskich Biblia zawiera wyczerpujące przekazy historyczne i informacje genealogiczne potrzebne do obliczeń wieku Ziemi. Po drugie, Księga Rodzaju wyraźnie wskazuje na nadprzyrodzone pochodzenie gatunków, które są rozróżnione „według ich rodzajów” od samego początku istnienia, zatem nie mogą wywodzić się od wspólnego przodka na drodze procesów naturalnych.
Według kreacjonistów młodej Ziemi ich stanowisko mają popierać:
- opowieści o smokach, które mają być dowodem na to, że dinozaury żyły razem z ludźmi, jak również starodawne opowieści o potopie, w wyniku którego wyginęły[15] .  W rzeczywistości bogate pozostałości nieptasich dinozaurów znajdywane w skałach poniżej granicy kreda-paleogen, kontrastujące z ich całkowitym brakiem powyżej tej granicy, wskazują na nagłe wielkie wymieranie na granicy kredy i paleogenu[16]. Jedyną grupą dinozaurów, która przetrwała wymieranie kredowe, są zaliczane do teropodów ptaki[17]. Wśród głównych przyczyn wymierania nie rozpatruje się jednak żadnego potopu, a uderzenie asteroidy, o którym świadczą m.in. badania chemiczne skał[18] i znaleziony na półwyspie Jukatan krater Chicxulub będący śladem po uderzeniu[19]. Poza tym wizerunki starożytnych „smoków” w istocie bazują na przedstawieniach ssaków, węży i krokodyli[20];
- dowody na ogólnoświatowy potop takie jak, występujące na całym świecie: ogromne złoża węgla, zachowane skamieniałości ryb w łańcuchach górskich i skały zawierające miliardy martwych organizmów[15] . W rzeczywistości formacje reprezentujące osady morskie powszechnie znajdywane są obecnie na terenach lądowych[21], także te powstałe w beztlenowych warunkach głębin morskich[22]. Góry tworzą się następnie w procesie orogenezy, w opisie której uwzględnia się oddziaływania tektoniczne, fałdowanie na skutek sił grawitacyjnych i kompresji horyzontalnej[23]. Osady leżące początkowo na dnie morskim ulegały wypiętrzaniu[24]. Poza tym tak ogromna powódź nie mogła mieć miejsca w rzeczywistości[25].
- długie, skamieniałe drzewa w osadach nie stanowią dowodu na młodość Ziemi[26].
- fakt, że osiągnięcie dzisiejszej populacji zajęłoby ok. 5 tys. lat, przy założonym wzroście 0,5% rocznie[15] . Istotnie wszyscy nieafrykanie pochodzą od pojedynczej niewielkiej populacji, która opuściła Afrykę między 70 000 a 95 000 lat temu[27]. Natomiast badania DNA mitochondrialnego, dziedziczonego co do zasady wyłącznie w linii żeńskiej, pozwalają oszacować, że ostatnia kobieta, która przekazała swoje mtDNA wszystkim obecnie żyjącym ludziom (a więc będąca ich ostatnią przodkinią), tak zwana Ewa mitochondrialna, żyła około 200 000 lat temu[28],
- występowanie jednej rasy ludzkiej, mającej ten sam rodzaj pigmentu[15] . We współczesnej nauce pojęcie ras ludzkich wzbudza kontrowersje, brakuje mu jednoznaczności (niekiedy rozumie się przez nie podgatunki, kiedy indziej populacje), dlatego też odchodzi się od niego[29],
- brak organów szczątkowych, mających stanowić u organizmów bezużyteczne, szczątkowe relikty ewolucyjnej przeszłości[30][15] . W organizmie ludzkim do narządów szczątkowych zalicza się często wyrostek robaczkowy[31][32], aczkolwiek część badaczy wskazuje na jego udział w procesach immunologicznych[32] (niekiedy pożądany[33], a niekiedy nie, jako że jego usunięcie może zmniejszać ryzyko niektórych chorób, jak choroba Parkinsona[34]). W każdym razie w ciele człowieka występują inne narządy szczątkowe, jak juxtaoral organ[35], mieszki włosowe na większości nie pokrytej gęstymi włosami powierzchni ciała[36], gruczoły łojowe kanału słuchowego[37]. W toku ewolucji małp wąskonosych skróceniu uległa twarzoczaszka i funkcję stracił, stając się narządem szczątkowym, narząd lemieszowo-nosowy. Mimo że nie odgrywa on żadnej istotnej roli, podczas embriogenezy migrują do niego neurony[38]. Ponadto wymienia się tu kręgi ogonowe, ostatnie zęby trzonowe[39]. Narządy szczątkowe mogą też występować niestale, na przykład żebra przednie[40]. Żebro szyjne spotyka się u 0,5-1% populacji[41]. W przypadku cech obecnych przodków, pojawiających się u ich potomków mówi się jednak raczej o atawizmie[42]. W przypadku innych organizmów jako narządy szczątkowe opisywano oczy, zwłaszcza u zwierząt zamieszkujących jaskinie[39], jak i plamki oczne[43], nierozkładające się skrzydła, szczątkową miednicę nieposiadających kończyn węży[39]. Analogicznie mówi się też o białkach o szczątkowej bądź w ogóle utraconej funkcji, np. kryptochromach[44], ale też o licznych w genomie sekwencjach, które utraciły swą funkcję, w tym o pseudogenach[39];
- słabnięcie pola magnetycznego Ziemi od początku Ziemi do dziś. Na podstawie danych z lat 60. XX w. Th. Barnes wyliczył, że skoro pole magnetyczne było w przeszłości coraz silniejsze, to Ziemia nie może być starsza niż 10 tys. lat, gdyż w przypadku, gdyby w starszej planecie pole magnetyczne byłoby tak silne, że doprowadziło by do jej stopienia. Jednak pracę Barnesa krytykowano za użycie przestarzałego modelu do swoich obliczeń i za selektywny dobór danych z prac źródłowych[45] . Nowsze badania naukowe wykazują, że intensywność ziemskiego pola magnetycznego bardzo mocno zmienia się cyklicznie i że w paleozoiku, a także wielokrotnie w proterozoiku i zwłaszcza w archaiku (dla odcinka czasu 2,5 – 5 mld lat) była ona bardzo wysoka, a w mezozoiku i zwłaszcza wczesnym proterozoiku i na początku paleoarchaiku bardzo niska. Uśredniony trend dla ostatnich 3,5 mld lat pokazuje bardzo powolne zmniejszanie się intensywności pola magnetycznego od dziś w głąb czasu, czyli odwrotnie niż twierdził Barnes[46];
- Efekty pierścieni  polonu nie  stanowi ważnego dowodu na młody wiek ziemi[47][48].

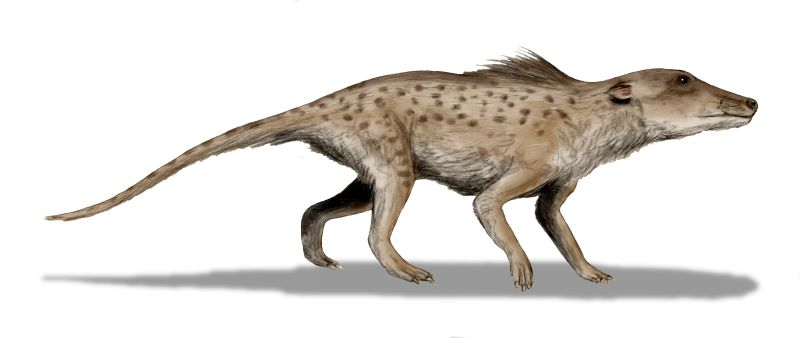
Pakicetus wykazuje cechy pośrednie między późniejszymi zamieszkującymi oceany waleniami, a ich lądowymi przodkami

- brak bezspornych form pośrednich potwierdzających ewolucję darwinowską[30]. Ewolucja przebiega stopniowo, dzięki niewielkim zmianom[39]. Wobec tego w zapisie kopalnym powinno się obserwować organizmy obrazujące to stopniowe zachodzenie zmian. Istotnie analiza skamieniałości człowiekowatych pokazuje stopniowe zmiany kształtu i pojemności czaszki, postawy wyprostowanej, budowy dłoni czy stóp[49]. Inny przykład dostarczający licznych form pośrednich stanowi ewolucja waleni. Wyniki badań paleontologicznych, morfologicznych, embriologicznych i molekularnych wskazują na ich przodków ssaki parzystokopytne[50], najbliższego wspólnego przodka dzielą z hipopotamami[51]. W zapisie kopalnym widać wpierw formy przypominające bardziej pierwotne parzystokopytne, jak Indohyus[52], potem zachowujące jeszcze wiele cech lądowych, jak palcochodny Pakicetus o prymitywnej budowie ucha[53], następnie Ambulocetidae prowadzące półwodny tryb życia w lagunach czy estuariach, potrafiące sprawnie zarówno chodzić, jak pływać, oraz zamieszkujące płytkie morza Remingtonocetidae o wydłużonym ciele i bardziej pełnomorskie Protocetidae, jak Rodhocetus o krótkich kończynach i palcach połączonych prawdopodobnie błoną pławną[54]. W końcu Basilosauridae czy Dorudontidae reprezentują już walenie ograniczone wyłącznie do środowiska wodnego[55]. Ogniwami ewolucji ptaków z dinozaurów są Pedopenna, Anchiornis, Aurornis, Eosinopteryks, Ostromia, Serikornis, Caihong[56], Xiaotingia[57], archeopteryks, Sapeornis, Zhongornis[58], Konfuciusornis[59] i Ichtiornis[60]. Z kolei ogniwami od gadów do ssaków są Datheosaurus[61], Dimedrodon[62], Arctops[63], Trinaksodon[64], Morganukodont[65] i Janokonodon[66].
- zachowanie w skamielinach śladów tkanek miękkich, które w istocie nie jest wcale dowodem na ich niedawne pochodzenie[67];
- biochemiczne różnice pomiędzy białkami różnych gatunków[15] , wynikające z ewolucji białek, w tym ewolucji architektury domen białkowych[68][69];
- brak wiarygodności ewolucyjnego datowania, wynikającej z ogromnych różnic wieku w datowaniu różnymi metodami[30][15] . Jeszcze przed sformułowaniem teorii Darwina zauważono pewien porządek następujących po sobie skamieniałości w kolejnych warstwach skalnych, umożliwiający podział na konkretne jednostki. Datowanie czasu powstania określonych warstw skalnych umożliwiła fizyka dzięki rozpadowi pierwiastków radioaktywnych[39]. Z kolei datowanie rozejścia się linii ewolucyjnych metodą zegara molekularnego opiera się na założeniu mniej więcej stałego tempa mutacji w danej linii. Ponieważ jednak tempo mutacji różni się w odległych od siebie grupach, metoda ta wymaga kalibracji, dokonywanej zazwyczaj właśnie przez odniesienie się do skamieniałości datowanych metodą radioizotopową[70],
- brak zaobserwowania wzrostu „przekazywanej” informacji (instrukcji) i nowych użytecznych struktur w przekazywaniu genów[15] . Z powieleniem informacji genetycznej wiąże się poliploidia, odgrywająca ważną rolę w procesach ewolucyjnych[71], a w ewolucji roślin wręcz kluczową[72]. Wedle starych szacunków od 30 do 80% gatunków okrytonasiennych pochodzi od poliploidalnych przodków[73],
- nagłe pojawienie się w eksplozji kambryjskiej, nowych w pełni ukształtowanych form (typów) życia, tzw. model zmian „z góry w dół”[74]. Przez eksplozję kambryjską rozumie się największą radiację ewolucyjną w dziejach Ziemi. W zapisie kopalnym widać ją jako przejście od ubogich w skamieniałości skał prekambryjskich do bogatych skał kambru zawierających pozostałości większości znanych obecnie planów budowy ciała zwierząt (typów). Pierwsze zmiany względem wcześniejszych niezasobnych w skamieniałości skał obserwowane są w pozostałościach zlodowacenia gaskierskiego sprzed 580 milionów lat, a więc jeszcze z prekambru, z ediakaru, około 40 milionów lat przed czasem „eksplozji”, trwającej następne 20 milionów lat[75], co w geologicznej skali czasu rzeczywiście zdaje się procesem nagłym.
- brak szczegółowych opisów w darwinistycznej teorii ewolucji powstania podstawowych układów biologicznych lub komórkowych oraz statystyczna niemożliwość ewolucji na poziomie molekularnym[30][15] . Jednakże ewolucję na poziomie molekularnym opisuje nie darwinizm, ale bardziej nowoczesne teorie ewolucji, takie jak teoria neutralna ewolucji molekularnej[39][76]. Pojawiające się zarzuty termodynamicznej niemożliwości ewolucji wynikają głównie z niewłaściwego zastosowania drugiej zasady termodynamiki, postulującej wzrost entropii jako wyznacznik możności zajścia danego procesu – ale wyłącznie w układach zamkniętych. Przykładem układu otwartego, czerpiącego energię pośrednio bądź bezpośrednio ze Słońca, jest każdy organizm żywy, rozwijający się w coraz bardziej złożony i uporządkowany system[77].

## Wielki Wybuch i wiek Ziemi

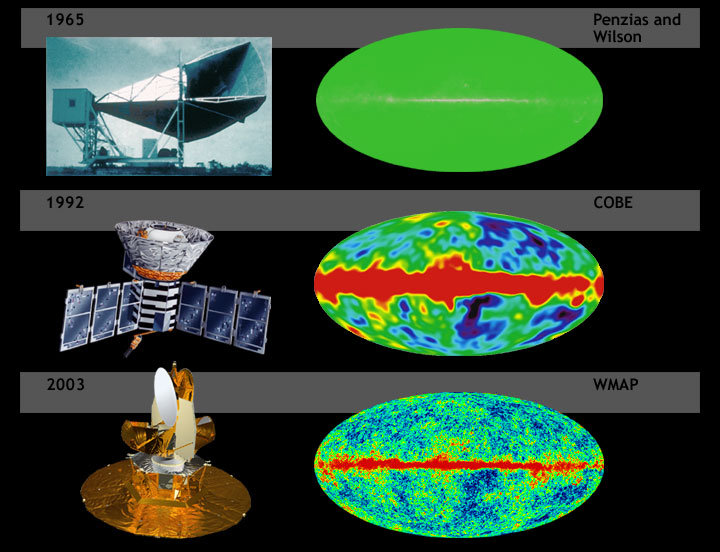
Mikrofalowe promieniowanie tła jest pozostałością po wczesnych etapach ewolucji Wszechświata, sprzed 13 miliardów lat. Postęp w badaniach pozwolił na sporządzanie coraz dokładniejszych jego map:
1. wyniki badań Penziasa i Wilsona
2. dane zebrane przez sondę COBE
3. mapa wykonana przez sondę WMAP

Kreacjoniści młodoziemscy, w przeciwieństwie do kreacjonistów staroziemskich, na ogół nie akceptują koncepcji Wielkiego Wybuchu. Jednym z krytyków jest doktor fizyki John G. Hartnett. Chrześcijański filozof i apologeta William Lane Craig uważa, że teorię Big Bangu da się pogodzić z biblijnym opisem stworzenia . W książce Lee Strobela Dochodzenie w sprawie Stwórcy Craig, dowodząc swojej tezy, cytuje słowa Roberta Jastrowa – amerykańskiego astronoma będącego agnostykiem:

istotne elementy w astronomicznej i biblijnej relacji o powstaniu świata są takie same; łańcuch wydarzeń prowadzący do człowieka zapoczątkowany został nagle i raptownie, w określonym momencie czasu, w błysku światła i energii – Robert Jastrow

Problemem dla kreacjonistów młodej Ziemi jest jednak mikrofalowe promieniowanie tła. Z tego powodu próbowali podważyć standardowe wyjaśnienie, gdyż wymaga, aby Wszechświat liczył sobie wiele miliardów lat. Pierwszą próbę w roku 1981 podjęli Akridge, Barnes i Slusher. Arthur Eddington, będący kreacjonistą starej Ziemi, w swoich wyjaśnieniach próbował wykorzystać ideę temperatury przestrzeni. Niektórzy kreacjoniści próbowali powiązać pomysł Eddingtona temperatury przestrzeni z tym, co odkryli później Penzias i Wilson.
Według Johna Hartnetta rośnie liczba dowodów przemawiających na rzecz poglądu, że mikrofalowe promieniowanie tła nie ma kosmicznego charakteru. Skłania się on ku hipotezom, że promieniowanie ma lokalne źródło. Według niego w kosmicznym promieniowaniu tła powinno istnieć zjawisko grawitacyjnego soczewkowania, ale go nie ma (co nie jest prawdą). Poza tym standardowy inflacyjny model Big Bangu nie jest w stanie wyjaśnić pewnych cech mikrofalowego promieniowania tła. Gdyby tak rzeczywiście było, jego zdaniem wsparcie otrzymałby galaktocentryczny model kreacjonistyczny, w którym nasza galaktyka znajduje się blisko centrum Wszechświata. Jednakże współcześni fizycy uznają kosmiczny charakter mikrofalowego promieniowania tła. Natomiast obserwowaną w nim drobną anizotropię tłumaczą, modyfikując modele kosmologiczne, w szczególności biorąc pod uwagę stanowiące większość tego, co istnieje we Wszechświecie, ciemnej materii i ciemnej energii. Co więcej, istnieją modele pozwalające wyliczyć te anizotropie. Według współczesnych ustaleń wiek Wszechświata wynosi około 13,82 miliardów lat (dane z misji Planck z 2013). Istnieją jednak szacunki podające dokładniejszą liczbę 13,799 ± 0,021 miliardów lat.
Ponieważ głównym źródłem naukowego przekonania o wielomiliardowym wieku Ziemi są metody radiodatowania (oparte na tempie rozpadu promieniotwórczych pierwiastków lub izotopów), jakiś czas temu główne organizacje kreacjonistyczne, powołały do życia tzw. RATE project (skrót od: Radioactivity and the Age of The Earth), w ramach którego członkowie grupy starają się opracować modele przyśpieszonego rozpadu promieniotwórczego i znajdować argumenty na rzecz młodej Ziemi. Rezultatem są konferencje, artykuły i książki, co zostało jednak podważone.

## Stanowiska wyznań

### Kościół katolicki
Papieska Komisja Biblijna w 1909 roku udzieliła odpowiedzi na 8 pytań dotyczących historycznego i literalnego rozumienia rozdziałów 1–3 Księgi Rodzaju. Ósma odpowiedź stwierdza, że wyraz „dzień” (hebr. jom) użyty w opisie stworzenia może być rozumiany w jego ścisłym sensie jako dzień naturalny albo w sensie jakiegoś etapu lub odcinka czasu. To zaś oznacza, że katolik może, ale nie musi, być kreacjonistą młodej Ziemi. To orzeczenie ma pełną wartość doktrynalną i do dzisiaj jest oficjalnym stanowiskiem Kościoła katolickiego.

### Świadkowie Jehowy
Świadkowie Jehowy, chociaż wierzą, że Bóg stworzył wszystko, ale nie podzielają poglądów kreacjonistów. Twierdzą, że każdy z „sześciu dni stwarzania” (czyli odcinków czasu) nie był literalnym, 24-godzinnym dniem, słowo „dzień” może oznaczać znacznie dłuższy okres. Uważają, że według tekstu biblijnego Ziemia i wszechświat istniały już przed rozpoczęciem „sześciu dni stwarzania”, nawet miliardy lat wcześniej. Twierdzą również, że Biblia nie zaprzecza obserwacjom naukowym, które wskazują, że w obrębie poszczególnych rodzajów organizmów żywych mogą zachodzić różne zmiany. W rezultacie powstały znane dzisiaj gatunki, które w wielu wypadkach znacząco się od siebie różnią. Jednocześnie, organizacja Świadków Jehowy, podaje w wątpliwość teorię ewolucji, opowiadając się za ideą inteligentnego projektu. Jeden z założycieli ruchu badaczy pisma świętego, Charles Taze Russell, twierdził, że koncept ewolucji jest sprzeczny z Biblią i podaje w wątpliwość konieczność odkupienia przez zbawiciela.

## Poziom poparcia
Brak akceptacji ewolucji jest, w porównaniu do innych krajów Zachodu, bardzo wysoki w Stanach Zjednoczonych – według badania Ipsos krajami z niższym poziomem akceptacji ewolucji są np. Arabia Saudyjska (75%), Turcja (60%), Indonezja (57%), Południowa Afryka (56%) i Brazylia (47%). Według ankiety Gallupa z 2019 roku czterech na dziesięciu Amerykanów uważa, że Bóg stworzył współczesnych ludzi mniej niż 10 tysięcy lat temu. Pogląd ten wyznaje 48% osób ze średnim i niższym wykształceniem i 23% osób z wyższym wykształceniem.
Zgodnie z badaniami przeprowadzonymi przez Centrum Badawcze Pew sprzeciw w Stanach Zjednoczonych wobec ewolucji różni się znacząco pomiędzy poszczególnymi grupami religijnymi. Odsetek osób zgadzających się z twierdzeniem, że ewolucja jest najlepszym wyjaśnieniem pochodzenia ludzkiego życia na ziemi jest najwyższy wśród buddystów (81%), hinduistów (80%) i żydów (77%), a najniższy wśród świadków Jehowy (8%), mormonów (22%) i ewangelikalnych protestantów (24%).
W Europie poparcie dla kreacjonizmu jest znacznie niższe niż w Stanach Zjednoczonych – w Unii Europejskiej 25% osób uważa, że człowiek i świat są dziełem Boskim. W Polsce 23% osób uważa, że ludzie i inne żyjące organizmy istniały od początku w obecnej formie. Najwyższy w Europie poziom akceptacji ewolucji (powyżej 80%) odnotowano wśród mieszkańców Islandii, Danii i Szwecji.
Wśród naukowców poparcie dla ewolucji ludzi i innych żyjących organizmów wynosi 97%. 2% naukowców twierdzi, że ludzie i inne żyjące organizmy istnieją w obecnej formie od samego początku.

## Wizerunek
Powszechnie stanowiska kreacjonistów uznawane są za „sekciarskie” i nienaukowe, tzn. wyznawane przez mniejszościowe wyznania, głównie protestanckie „nie wierzące w Darwina”, które dosłownie traktują znajdowany w Biblii opis stworzenia świata, a w Ameryce próbujące nawet zastąpić w programach szkolnych nauczanie ewolucjonizmu przez nauczanie kreacjonizmu.
Według kreacjonisty Philipa Bella komentarze ewolucjonistów nieprzerwanie dyskredytują lub fałszywie przedstawiają pozycję kreacjonistyczną i wynikają z uprzedzenia do nauk Księgi Rodzaju. Ewolucjoniści często są gotowi odwoływać się do wszelkiego rodzaju argumentów i schematów, których zadaniem ma być wyśmiewanie poglądów osób wierzących w Biblię. Zdaniem Bella, przykładem tego ma być nazywanie kreacjonizmu pseudonauką, kreacjonistów bigoterskimi fundamentalistami, nieukami, fanatykami, a także kłamcami, których celem jest indoktrynacja . Znany ewolucjonista Richard Dawkins nazwał kreacjonistów „bandą stukniętych ignorantów”.
Od czasów Darwina naturalizm metodologiczny jest fundamentem nauki tak dalece, że każda próba jego podważenia automatycznie piętnowana jest jako anty- i pseudonaukowa. Argumenty kreacjonistyczne w środowisku naukowym są powszechnie uznawane za błędne lub oparte na niezrozumieniu nauk ewolucyjnych i dowodów .